# Răzvan Popa
Răzvan Ștefan Popa (Râmnicu Vâlcea, 4 gennaio 1997) è un ex calciatore rumeno, di ruolo difensore.

## Caratteristiche tecniche
Difensore centrale di piede destro, dotato tecnicamente e con una buona visione di gioco, è in possesso di un fisico imponente, che lo rende molto abile nel colpo di testa. Duttile tatticamente, può essere impiegato anche come mediano.

## Carriera

### Club
Cresciuto nei settori giovanili di Steaua Bucarest e Sportul Studențesc, ha esordito in prima squadra il 17 marzo 2012, a soli 15 anni, due mesi e 21 giorni, diventando così il terzo debuttante più giovane della storia della Liga I.
Nel 2013 si trasferisce per 250.000 euro all'Inter, con cui vince un Torneo di Viareggio e una Coppa Italia Primavera. Il 21 luglio 2016 passa al Real Saragozza, con cui firma un triennale; dopo aver collezionato una sola presenza con gli aragonesi, il 27 gennaio 2017 viene ceduto in prestito al Burgos.
Il 29 giugno rescinde il proprio contratto e nel successivo mese di ottobre viene tesserato con un quinquennale dal U Craiova.
Il 26 giugno 2019 si trasferisce al Gaz Metan Mediaș, con cui firma fino al 2021.

### Nazionale
Ha giocato nelle nazionali giovanili rumene Under-17, Under-19 ed Under-21.

## Statistiche

### Presenze e reti nei club
Statistiche aggiornate al 24 agosto 2019.
| Stagione                  | Squadra                   | Campionato                | Campionato | Campionato | Coppe nazionali | Coppe nazionali | Coppe nazionali | Coppe continentali | Coppe continentali | Coppe continentali | Altre coppe | Altre coppe | Altre coppe | Totale | Totale | Totale |
| Stagione                  | Squadra                   | Comp                      | Pres       | Reti       | Comp            | Pres            | Reti            | Comp               | Pres               | Reti               | Comp        | Pres        | Reti        | Pres   | Reti   |        |
| ------------------------- | ------------------------- | ------------------------- | ---------- | ---------- | --------------- | --------------- | --------------- | ------------------ | ------------------ | ------------------ | ----------- | ----------- | ----------- | ------ | ------ | ------ |
| 2011-2012                 | Sportul Studențesc        | L1                        | 2          | 0          | CR              | -               | -               | -                  | -                  | -                  | -           | -           | -           | 2      | 0      |        |
| 2012-2013                 | Sportul Studențesc        | L2                        | 3          | 0          | CR              | -               | -               | -                  | -                  | -                  | -           | -           | -           | 3      | 0      |        |
| Totale Sportul Studențesc | Totale Sportul Studențesc | Totale Sportul Studențesc | 5          | 0          |                 | -               | -               |                    | -                  | -                  |             | -           | -           | 5      | 0      |        |
| 2016-gen. 2017            | Real Saragozza            | SD                        | 1          | 0          | CR              | 1               | 1               | -                  | -                  | -                  | -           | -           | -           | 2      | 1      |        |
| gen.-giu. 2017            | Burgos                    | SDB                       | 11         | 0          | CR              | -               | -               | -                  | -                  | -                  | -           | -           | -           | 11     | 0      |        |
| ott. 2017-2018            | CSU Craiova               | L1                        | 7+7        | 0          | CR              | 5               | 0               | UEL                | -                  | -                  | -           | -           | -           | 19     | 0      |        |
| 2018-2019                 | CSU Craiova               | L1                        | 3          | 0          | CR              | 1               | 0               | UEL                | 0                  | 0                  | SR          | 1           | 0           | 5      | 0      |        |
| Totale CSU Craiova        | Totale CSU Craiova        | Totale CSU Craiova        | 17         | 0          |                 | 6               | 0               |                    | 0                  | 0                  |             | 1           | 0           | 24     | 0      |        |
| 2019-2020                 | Gaz Metan Mediaș          | L1                        | 3          | 0          | CR              | 0               | 0               | -                  | -                  | -                  | -           | -           | -           | 3      | 0      |        |
| Totale carriera           | Totale carriera           | Totale carriera           | 37         | 0          |                 | 7               | 1               |                    | 0                  | 0                  |             | 1           | 0           | 45     | 1      |        |

## Palmarès

### Club

#### Competizioni giovanili
- Torneo di Viareggio: 1

Inter: 2015
- Coppa Italia Primavera: 1

Inter: 2015-2016

#### Competizioni nazionali
- Coppa di Romania: 1

CSU Craiova: 2017-2018